# Şafīyeh
Şafīyeh (persiska: سفيه, Şafeyeh, Safīyeh, صفیه) är en ort i Iran.   Den ligger i provinsen Bushehr, i den södra delen av landet, 900 km söder om huvudstaden Teheran. Şafīyeh ligger 12 meter över havet och antalet invånare är 112.
Terrängen runt Şafīyeh är platt.Runt Şafīyeh är det glesbefolkat, med 14 invånare per kvadratkilometer. Närmaste större samhälle är Nakhl-e Taqī, 18,2 km nordväst om Şafīyeh. Trakten runt Şafīyeh är ofruktbar med lite eller ingen växtlighet.